# Łukasz Kożuch
Łukasz Kożuch (ur. 1978 r. w Wojkowicach (ówczesnej dzielnicy Będzina) – klawiszowiec zespołu Feel.
Od 2005 roku jest członkiem zespołem pop-rockowego Feel, założonego przez Piotra Kupichę, wokalistę i lidera zespołu. Jego rodzice byli muzykami -  matka była nauczycielką w przedszkolu im. Przyjaciół Bajek w Wojkowicach koło Będzina. Jako dziecko uczył się grać na różnych instrumentach, m.in. akordeonie, prowadził chór klasowy. Uczęszczał do liceum ogólnokształcącego w Wojkowicach. Studiował na Uniwersytecie Śląskim (filia w Cieszynie) edukację artystyczną w zakresie sztuki muzycznej. 